# Iveco Turbobrake
Die Iveco Turbobrake ist eine Motorbremse, die in den schweren LKW von Iveco eingesetzt wird.
Sie unterscheidet sich von anderen Systemen durch den Verzicht auf ein zusätzliches Dekompressionsventil oder eine Abgas-Stauklappe.
Der Rollenkipphebel jedes Auslassventils ist auf der Kipphebelwelle exzentrisch gelagert und kann durch Öldruck elektro-hydraulisch verschoben werden, so dass das Auslassventil am Ende des Verdichtungstaktes kurz aufspringt.
Dadurch wird die komprimierte Luft in den Auspuff entlassen und so die Arbeit, die der Motor verrichten musste, um die Luft zu komprimieren, weitgehend nicht dazu genutzt, den Kolben wieder zu beschleunigen.
Gleichzeitig werden die Leitschaufeln in der Abgasturbine des Turboladers so eingestellt, dass sich ein hoher Ladedruck ergibt, um die Bremsleistung weiter zu steigern.
Vorteile der Turbobrake sind der gute Wirkungsgrad bei relativ geringem Platzbedarf (Kein Zusatzventil im Zylinder), geringe Lärmentwicklung und Abstufbarkeit.
Siehe auch: Dauerbremse, Motorbremse